# Volcan d'Urzelina
Le volcan d'Urzelina (Vulcão da Urzelina en portugais) est un volcan situé sur l'île de São Jorge (Açores, Portugal), près de la freguesia d'Urzelina (pt) (municipalité de Velas). Localement on l'appelle aussi Bocas de Fogo da Urzelina (litt. « bouches de feu d'Urzelina », c'est-à-dire « Canons d'Urzelina ») ou simplement Bocas de Fogo.
Ce volcan est entré en éruption en mai et juin 1808, causant des destructions et une dizaine de morts à Urzelina et produisant un champ de basalte s'étendant jusqu'à la Ponta da Urzelina.